# La Vajol
La Vajol è un comune spagnolo di 93 abitanti situato nella comunità autonoma della Catalogna.